# 黑耳矮松鼠
黑耳矮松鼠（学名：Nannosciurus melanotis）是哺乳綱囓齒目松鼠科的一种，是矮松鼠屬唯一的一种。而與矮松鼠屬同科的動物尚有非洲條紋松鼠屬（烏干達條紋松鼠）、西裏伯斯松鼠屬（西裏伯斯松鼠）、非洲小松鼠屬（非洲小松鼠）、美洲俾格米松鼠屬（艾氏俾格米松鼠）等之數種哺乳動物。